# Leucania byssina
Leucania byssina är en fjärilsart som beskrevs av Swinhoe 1886. Leucania byssina ingår i släktet Leucania och familjen nattflyn. Inga underarter finns listade i Catalogue of Life.